# Stratis Karamanolis
Stratis Karamanolis (* 1934 auf Lesbos) ist ein griechischer Ingenieur, Fachbuchautor und Verleger. Seine Bücher schreibt er in deutscher Sprache.
Karamanolis studierte in Athen Elektrotechnik. Er kam 1959 nach Deutschland (München) und arbeitete als Diplom-Ingenieur in der Elektronik-Industrie (Rohde & Schwarz). 1963 wechselte er zur Luft- und Raumfahrttechnik (vormals MBB), wo er bis 1978 tätig war. Seither wirkt er als freier Autor und Verleger.
Er schrieb seit den 1970er Jahren zahlreiche Fachbücher zum Bereich Nachrichtentechnik, Energietechnik, Physik und Weltraumforschung.

## Einführungsliteratur
Bekannt wurde Karamanolis ab den 1970er Jahren durch seine Einführungsliteratur zu den Themen Funktechnik im Jedermann-Funkband (CB-Funk) und Amateurfunk, sowie Amateurfunkdienst über Satelliten. Gemeinsam mit Richard Zierl gehört er zu den wenigen Autoren, die gleichermaßen für CB-Funker und Funkamateure fundierte Einsteigerliteratur liefern. Weiterhin veröffentlichte Karamanolis mehrere Bücher zur Einführung in die Relativitätstheorie von Albert Einstein.

## Werke (Auswahl)
- Spacelab: Europas Labor im Weltraum. (mit Werner Büdeler), München 1976, ISBN 978-3-442-30314-4.
- Alles über CB: Ein Handbuch für den CB-Funker. Neubiberg 1977, ISBN 978-3-922238-58-4.
- OSCAR Amateurfunk-Satelliten. Neubiberg 1985, ISBN 3-922238-51-3.
- So werde ich Funkamateur: alles über die Prüfungsvorbereitung ... Neubiberg 1986, ISBN 978-3-922238-15-7.
- Einstein und der Kosmos. Neubiberg 1988, ISBN 978-3-9222-3866-9.
- Rätsel der Materie. Neubiberg 1988, ISBN 978-3-9222-3875-1.
- Die vernetzte Gesellschaft: Ein Reiseführer durch das Multimedia-Zeitalter. Neubiberg 1996, ISBN 978-3-9292-2610-2.
- Wasserstoff: Energieträger der Zukunft. Neubiberg b. München 2001, ISBN 978-3-929226-16-4.
- Photovoltaik: Schlüsseltechnologie der Solarenergie. Weilheim i. OB 2009, ISBN 978-3-929226-20-1.